# Lực lượng Đặc nhiệm về Liêm chính Tài chính và Phát triển Kinh tế
Lực lượng Đặc nhiệm về Liêm chính Tài chính và Phát triển kinh tế là một liên minh toàn cầu duy nhất của các tổ chức xã hội dân sự và chính phủ được thành lập năm 2009 để giải quyết sự bất bình đẳng trong hệ thống tài chính trừng phạt hàng tỷ người. Lực lượng đặc nhiệm được đổi tên thành Liên minh Minh bạch Tài chính vào tháng 5 năm 2013.